# Engiadina Bassa/Val Müstair

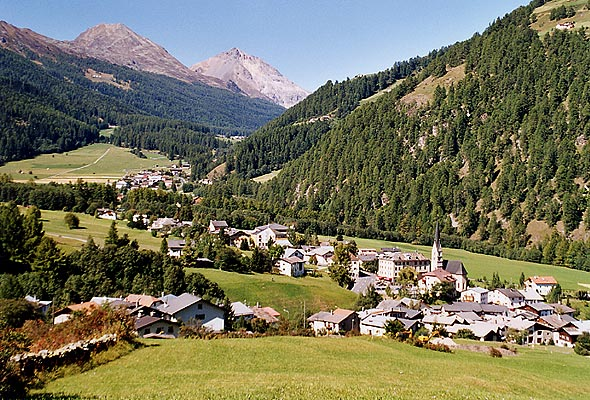
Santa Maria Val Müstair

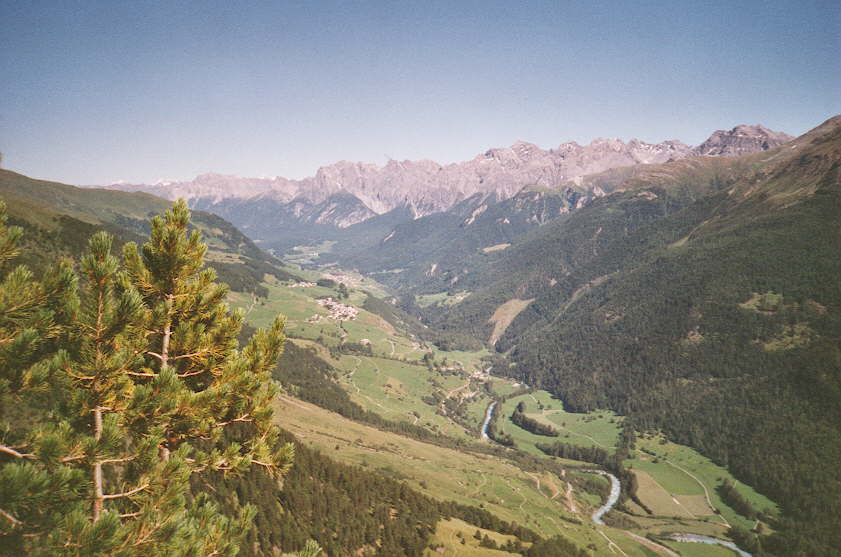
Engiadina Bassa

Engiadina Bassa/Val Müstair är en region i den schweiziska kantonen Graubünden i Schweiz. Regionen är uppkallad efter floden med samma namn, och består av tre bebyggda dalgångar: Engiadina Bassa (med merparten av befolkningen), Val Müstair och Samnauntal.
Regionen inrättades 2016 i samband med att kantonen genomförde en indelningsreform, varvid de tidigare distrikten avskaffades. Region Engiadina Bassa/Val Müstair ersatte då distriktet En (Inn), som hade samma geografiska utsträckning. Samtidigt förlorade kretsarna all administrativ betydelse och kvarstår endast som valkretsar.

## Språk
Förr i tiden talade alla invånare det rätoromanska idiom som kallas vallader. I Samnaun gick man dock helt över till en sydbayersk dialekt av tyska under första halvan av 1800-talet. Även i övriga delar av distriktet har en betydande tyskspråkig minoritet uppstått under 1900-talet, men rätoromanska är fortfarande modersmål för 70 % i Nedre Engadin och för 80 % i Val Müstair.

## Religion
I samband med reformationen på 1500-talet antog flertalet församlingar den nya läran. I Samnaun förblev dock
en stor del av befolkningen katoliker, och från början av 1800-talet var hela befolkningen återigen katolsk. Tarasp, som var en österrikisk enklav fram till 1803, och Müstair, längst ner i Val Müstair vid italienska gränsen, lämnade aldrig katolicismen. Idag är uppdelningen inte lika stark, och alla kommuner i distriktet har betydande minoriteter av den motsatta trosinriktningen.

## Indelning
Regionen består av fem kommuner:
| Vapen       | Namn        | Invånare 2023-12-31 | Yta i km² | Valkrets    |
| ----------- | ----------- | ------------------- | --------- | ----------- |
| Samnaun     | Samnaun     | 755                 | 56,28     | Ramosch     |
| Scuol       | Scuol       | 4 572               | 438,63    | Suot Tasna  |
| Valsot      | Valsot      | 811                 | 158,96    | Ramosch     |
| Val Müstair | Val Müstair | 1 422               | 198,64    | Val Müstair |
| Zernez      | Zernez      | 1 579               | 344,04    | Sur Tasna   |